# Dewi Snippe
Dewi Snippe (Westerhaar-Vriezenveensewijk, 5 mei 2003) is een voetbalspeelster uit Nederland. Ze staat als aanvaller onder contract bij De Graafschap, waarmee ze uitkomt in de Vrouwen Eerste divisie.

## Carrière
Snippe begon haar professionele carrière in de jeugd van FC Twente. Hier maakte ze meerdere jaren deel uit van het Jong FC Twente team. De stap naar het eerste elftal bleef uit voor Snippe.
Op 17 juni 2022 tekende Snippe een contract bij Sc Heerenveen.
Op 18 september 2022 maakte Snippe haar debuut voor sc Heerenveen in de Vrouwen Eredivisie in een uitwedstrijd tegen PSV door in de basis te starten.
Snippe tekende op 1 juli 2023 een nieuwe verbintenis bij sc Heerenveen dat haar tot medio 2024 aan de club verbindt.
In een thuiswedstrijd tegen PSV op 25 november 2023 maakte Snippe haar eerste doelpunt in dienst van de Friezen door in de 91ste minuut PSV-keepster Lisan Alkemade te passeren.
Op 22 mei 2024 werd de verbintenis van Snippe bij sc Heerenveen verlengd tot 30 juni 2025. In het seizoen 2024/25 kwam Snippe, in tegenstelling tot het voorgaande seizoen, weinig aan spelen toe. Om meer speelminuten te maken werd ze vanaf 31 januari 2025 voor de rest van het seizoen 2024/25 verhuurd aan De Graafschap. In tien competitiewedstrijden wist Snippe met negen doelpunten bij te dragen aan promotie naar Divisie A van de Vrouwen Eerste divisie. Op 17 juni 2025 werd bekend dat ze definitief de overstap maakte naar De Graafschap.

## Statistieken
| Seizoen | Club          | Competitie             | Competitie | Competitie | Beker | Beker | Overig | Overig | Totaal | Totaal |
| Seizoen | Club          | Competitie             | Wed.       | Dlp.       | Wed.  | Dlp.  | Wed.   | Dlp.   | Wed.   | Dlp.   |
| ------- | ------------- | ---------------------- | ---------- | ---------- | ----- | ----- | ------ | ------ | ------ | ------ |
| 2022/23 | sc Heerenveen | Vrouwen Eredivisie     | 17         | 0          | 1     | 0     | 0      | 0      | 18     | 0      |
| 2023/24 | sc Heerenveen | Vrouwen Eredivisie     | 22         | 4          | 2     | 0     | 0      | 0      | 24     | 4      |
| 2024/25 | sc Heerenveen | Vrouwen Eredivisie     | 1          | 0          | 0     | 0     | 0      | 0      | 1      | 0      |
| 2024/25 | De Graafschap | Vrouwen Eerste divisie | 10         | 9          | 0     | 0     | 0      | 0      | 10     | 9      |
| Totaal  | Totaal        | Totaal                 | 50         | 14         | 3     | 0     | 0      | 0      | 53     | 23     |

Laatste update: 17 juni 2025